# Seznam francoskih socialnih aktivistov
Seznam francoskih socialnih aktivistov.

## A
- Jules Allix
- Isnelle Amelin
- Hubertine Auclert
- Colette Audry

## B
- Simone de Beauvoir

## C
- Sophie de Condorcet

## D
- Maria Deraismes
- Marguerite Durand

## E
- François d'Eaubonne

## F
- Charles Fourier

## G
- Olympe de Gouges

## H
- Gisèle Halimi

## J
- Irène Joliot-Curie

## K
- Caroline Kauffmann

## L
- Suzanne Lacore

## M
- Marie Mayoux

## N
- Anna de Noailles

## P
- Magdeleine Paz

## R
- Pauline Roland

## S
- Séverine

## T
- Flora Tristan